# Hormiguero (yacimiento arqueológico)
Hormiguero es el nombre que ha recibido un yacimiento arqueológico de la cultura maya precolombina, ubicado en el municipio de Calakmul, en el estado de Campeche, México.
El sitio fue reportado por Karl Ruppert y John Dennison, enviados por el Instituto Carnegie, de Washington D. C., en abril de 1933. No fue sino hasta 1979, cuando se emprendieron las primeras labores de excavación y de conservación del yacimiento.  Se sabe que el apogeo de ocupación del lugar se dio, según pruebas arqueológicas, entre los años 600 y 800 de nuestra era, dentro del periodo mesoamericano conocido como Clásico Tardío.

## El yacimiento
Dentro de la región del Petén campechano, denominada Río Bec, se han observado fachadas monumentales zoomorfas. En Hormiguero, que no es la excepción, se tiene un gran edificio, que está dividido en tres secciones. Al centro hay un mascarón, a cuyos lados se levantan torres de esquinas redondeadas, con escalinatas inconclusas, típicas de esta región, a semejanza de Hochob. La puerta principal asemeja una boca monstruosa. que abre sus fauces. Este lugar, simbólicamente, marca el límite entre el mundo de los vivos, o mundo real y el inframundo maya.
También se puede apreciar la estructura número cinco, la cual aún no está descubierta en su totalidad y por tanto se encuentra rodeada de espesa vegetación, que conserva imágenes y relieves, representando muchas de las especies animales de la región.